# Звуковая игра

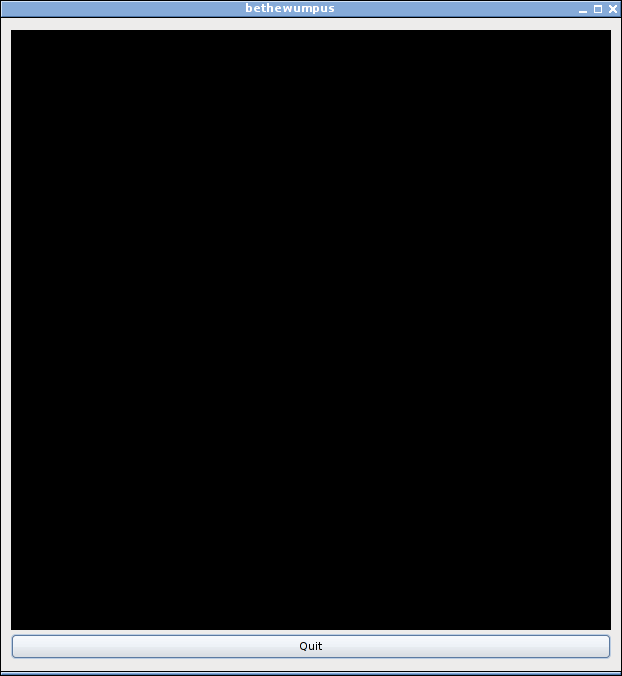
Be The Wumpus — одна из современных звуковых игр.

Звуковая игра, аудиоигра (англ. audio game) — электронная компьютерная игра, у которой игровая информация передаётся через звук. Данные игры не относятся к видеоиграм, так как в них не задействуется изображение.
Первоначально звуковые игры создавались для незрячих людей, но со временем они стали популярны среди всех. В основном аудиоигры выпускаются для компьютера, но есть и несколько для карманных устройств и игровых приставок.

## История звуковых игр

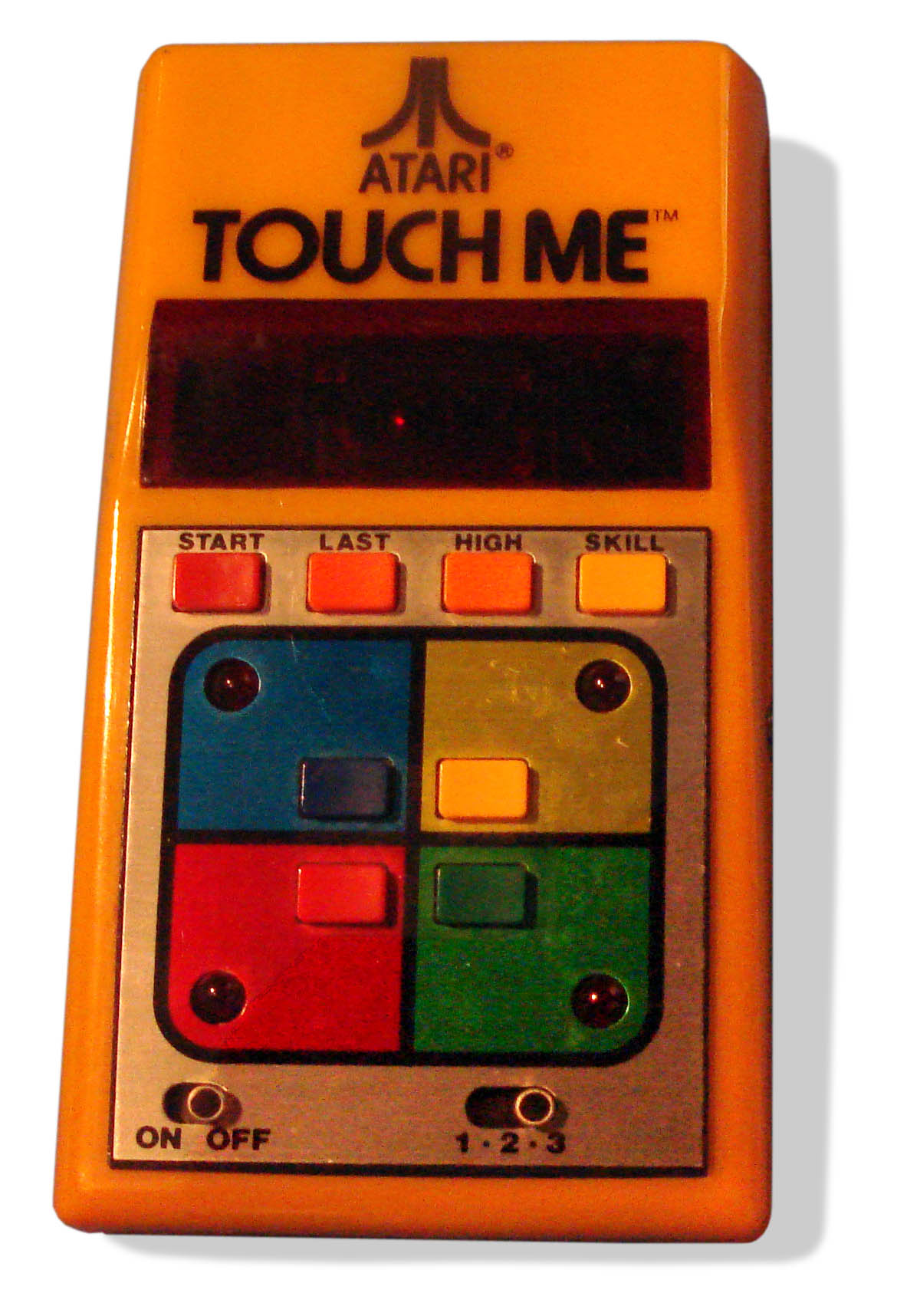
Touch Me — одна из самых первых аудиоигр. Портативная версия 1978 года.

В англоязычной литературе термин «электронная игра» (англ. electronic game) часто понимается как синоним более узкой концепции «видеоигра» (англ. video game). Это можно понять, учитывая, что электронные и видеоигры разрабатывались параллельно, а игровой рынок всегда был под влиянием устройств с визуальным каналом восприятия.
В 1974 году Atari выпустила первую звуковую игру Touch Me. Она представляла собой аркадный автомат. В Touch Me использовались серии вспышек, сопровождающиеся звуковыми тонами. Игра проигрывала последовательность тонов, подсвечивая каждый из них, и нужно было правильно повторить эту последовательность, нажимая на кнопки, соответствующие этим тонам. Если игрок правильно повторял последовательность, то игра добавляла ещё один тон в конец растущей последовательности, продолжая тестировать эйдетическую память пользователя.
Сейчас выпущены сотни различных звуковых игр. Пример современной звуковой игры — Be The Wumpus Архивная копия от 8 июля 2008 на Wayback Machine. В ней предлагается сыграть за Вампуса — персонажа классической текстовой компьютерной игры Hunt the Wumpus. Действие происходит в пещере, в полной темноте. Поэтому всё, на что можно полагаться — слух, который должен быть у пещерного монстра очень хорошим.